# Kate Bock
Pour les articles homonymes, voir Bock (homonymie).
 (février 2016).
Kate Lynne Bock, née en 1988 à Vancouver, au Canada, est un mannequin canadien. Elle est sous contrat avec Elite sur le continent américain. Elle apparait dans le Sports Illustrated Swimsuit Issue de 2013 à 2015.